# Aristenymphes perfecta
Aristenymphes perfecta là một loài côn trùng trong họ Mesochrysopidae thuộc bộ Neuroptera. Loài này được Panfilov in Dolin et al. miêu tả năm 1980.